# Leofelser Bach
Der Leofelser Bach ist ein etwa einen Kilometer langer Bach im Gebiet der Kleinstadt Ilshofen im Landkreis Schwäbisch Hall im nordöstlichen Baden-Württemberg, der beim Weiler Hessenau von Ilshofen von links und Süden in die mittlere Jagst mündet.

## Geographie

### Verlauf
Der Leofelser Bach beginnt seinen Lauf am westlichen Ortsrand des Weilers Leofels von Ilshofen im Gewann Brunnenhäusle. Dort beginnt auf etwa 428 m ü. NHN ein rechts neben der von Gerabronn-Dünsbach kommenden K 2664 laufender Graben, der zwischen der Kreisstraße und den Häusern Nr. 3 und Nr. 2 an der kurzen Straße Brunnenhäusle hindurch etwa 200 Meter weit nordostwärts läuft und dabei einen weiteren, nur wenige Dutzend Meter langen Graben vom Haus Nr. 1 am rechten Hang her aufnimmt. Danach kehrt sich der Bachlauf an einer feuchten Wiese im Inneren der Ortskontur von Leofels nach links unter der Kreisstraße hindurch und tritt in seine steile und bewaldete Klinge ein.
Klinge und Bach vollführen einen Bogen nach links am Westrand von Leofels entlang. Sie laufen daraufhin länger nordwestlich unter der Burgruine Leofels auf dem rechten Bergsporn vorbei und wenden sich dann nach Norden. Auf etwa 428 m ü. NHN verlässt der Bach Klinge und Wald und durchläuft auf seinen letzten hundert Metern den linksjagstischen Teil des Ilshofener Weilers Hessenau in bis auf die Querung der K 2542 von Leofels herab offenem Lauf. Dann mündet der Leofelser Bach wenige Schritte vor der Hessenauer Flussbrücke auf etwa 309 m ü. NHN von links in die mittlere Jagst.
Der Leofelser Bach mündet nach einem etwa 1,0 km langem Lauf mit mittlerem Sohlgefälle von rund 120 ‰ etwa 119 Höhenmeter unterhalb seines Grabenbeginns.

### Einzugsgebiet
Der Leofelser Bach hat ein etwa 1,3 km² großes Einzugsgebiet. Naturräumlich gesehen liegt es in den Kocher-Jagst-Ebenen, der dominante Teil davon auf der Hochebene liegt im Unterraum Östliche Kocher-Jagst-Riedel der Östlichen Kocher-Jagst-Ebene, die Klinge liegt dagegen im Unterraum Mittleres Jagsttal des Jagsttales. Der höchste Punkt ganz im Westen vor dem Stettholz erreicht etwa 474 m ü. NHN. Die Hochebene ist überwiegend offen und von großen Äckern bedeckt, nur linksseits der linken Obertalmulde steht im Gewann Bühlwald  ebenso wie in der gesamten Klinge Wald.
Das Gebiet liegt überwiegend in der Ruppertshofener Stadtteilgemarkung von Ilshofen, sein Westrand in der Dünsbacher Stadtteilgemarkung von Gerabronn. Die einzigen Orte darin sind die Ilshofener Weiler Leofels auf der östlichen Wasserscheide und Hessenau an der Mündung mit jeweils nur einem Teil ihrer Siedlungsfläche innerhalb.
Reihum grenzen die Einzugsgebiete der folgenden Nachbargewässer an:
- Im Nordwesten gibt es im Bühlwald nur einen noch auf der Hochebene versickernden Bach, der dann tiefer am Jagsttalzang unbeständig und etwas unterhalb des Leofelser Bachs zum Fluss rinnt;
- im Osten gibt es keine wesentlichen Zuflüsse zur Jagst;
- im Südosten entwässert der Steingassenbach über den Scherrbach zur Jagst;
- im Südwesten grenzt das Quellgebiet des Grimmbach-Zuflusses Haßfelder Grimmbach an;
- im Westen entsteht der rechte Oberlauf Elber des Grimmbachs, der zum Kocher fließt.

### Zuflüsse
Der Bach hat keine dauerhaften Zuflüsse. Auf seinen Grabenursprung am Rand der Hochebene über dem Jagsttal laufen von Westen und Westsüdwesten her zwei über einen Kilometer weit aufwärts zu verfolgende Talmulden zu, in denen es aber meist keine offenen Gewässer gibt. Im Verlauf der linken Talmulde endet (bei Wasserführung) ein weniger als hundert Meter langer Graben neben dem Bühlweg im Schluckloch einer Doline. Auch im anderen Talast gibt es nur einen zumeist trockenen Weggraben neben einem Wirtschaftsweg in der Talmitte.

## Geologie
Auf der Hochebene vor der Klinge liegt überwiegend Lettenkeuper (Erfurt-Formation). Schon etwas vor dem Laufschwenk am Klingeneintritt ist die Talmulde dann bis in den  Oberen Muschelkalk eingetieft, der auch auf dem längsten Abschnitt der Klinge ausstreicht. Erst wenig vor dem Mündungsort wechselt der Bach in den Mittleren Muschelkalk, in dessen Schichthöhe er auch mündet.
Im Westen des Einzugsgebietes ragt ein Zipfel einer den Lettenkeuper überlagernder Lösssediment-Insel aus pleistozäner Ablagerung herein. Der Grund beider Obertalmulden ist jeweils mit einem holozänen Schwemmlandband bedeckt, das vereint am Eintritt in die Klinge endet. In dieser liegt Hangschutt an den Talflanken und auf dem Klingengrund.
Eine Doline mit felsiger Flanke im linken Obertal in regionstypischer Lage (Ausstrich des Lettenkeupers über dem Muschelkalk) zeigt die Verkarstung des Muschelkalks an.

## Natur und Schutzgebiete
Der Leofelser Bach führt in seiner steil und tief eingeschnittenen Klinge nur episodisch Wasser. Sein dort drei bis acht Meter breites Bett zeigt abschnittsweise Felsplatten und ist mit Blockschutt übersät. Es sind alte Uferbefestigungen und Querbauwerke erkennbar, die jedoch mehr und mehr verfallen. Das große regionale Unwetter von Ende Mai 2016 führte in der Klinge zu mehreren Rutschungen an den steilen Hängen. Diese liegt überwiegend im Landschaftsschutzgebiet Mittleres Jagsttal mit Nebentälern und angrenzenden Gebieten.

## Tourismus
Ein mit blauem Strich markierter Wanderweg des Schwäbische Albvereins zweigt in der oberen Klinge ab von einem sie dort querenden, mit rotem Kreuz markierten Wanderweg entlang der linken Jagsttalhangkante. Der Blaustrichweg läuft in der Klinge talwärts und führt über die Hessenauer Flussbrücke weiter zur Burgruine Werdeck über dem Brettachtal. Die Burgruine Leofels auf dem rechten Klingensporn wird gerne besucht. Hinter ihren hohen Mauern finden zuweilen auch Veranstaltungen statt.

### LUBW
Amtliche Online-Gewässerkarte mit passendem Ausschnitt und den hier benutzten Layern: Lauf und Einzugsgebiet des Leofelser Bachs

Allgemeiner Einstieg ohne Voreinstellungen und Layer: Daten- und Kartendienst der Landesanstalt für Umwelt Baden-Württemberg (LUBW) (Hinweise)
1. 1 2 3  Höhe nach dem Höhenlinienbild auf dem Hintergrundlayer Topographische Karte.
2. ↑  Länge nach dem Layer Gewässernetz (AWGN), ergänzt um ein kleines, auf der Gewässerkarte nicht berücksichtigtes Anfangsstück, das auf dem Hintergrundlayer Topographische Karte abgemessen wurde.
3. ↑  Einzugsgebiet abgemessen auf dem Hintergrundlayer Topographische Karte.
4. ↑  Doline nach dem Layer Geschützte Biotope.
5. ↑  Schutzgebiete nach den einschlägigen Layern, Natur teilweise nach dem Layer Geschützte Biotope.

### Andere Belege
1. ↑  Wolf-Dieter Sick: Geographische Landesaufnahme: Die naturräumlichen Einheiten auf Blatt 162 Rothenburg o. d. Tauber. Bundesanstalt für Landeskunde, Bad Godesberg 1962. → Online-Karte (PDF; 4,7 MB)
2. ↑  Geologie nach den Layern zu Geologische Karte 1:50.000 auf: Mapserver des Landesamtes für Geologie, Rohstoffe und Bergbau (LGRB) (Hinweise)